# ديلورز برامفيلد
ديلورز برامفيلد (بالإنجليزية: Delores Brumfield)‏ هي لاعبة كرة قاعدة أمريكية، ولدت في 26 مايو 1932 في بريتشارد في الولايات المتحدة.